# Nycteris intermedia
Nycteris intermedia är en fladdermusart som beskrevs av Paul Aellen 1959. Nycteris intermedia ingår i släktet Nycteris och familjen hålnäsor. IUCN kategoriserar arten globalt som livskraftig. Inga underarter finns listade i Catalogue of Life.
Denna fladdermus blir 84 till 105 mm lång, inklusive en 41 till 53 mm lång svans. Den har 36 till 38 mm långa underarmar, en vingspann av 235 till 255 mm, 7 till 10 mm långa bakfötter, 20 till 24 mm långa öron och en vikt av 6 till 9 g. På ovansidan förekommer brunaktig päls i flera olika nyanser och undersidans päls är vanligen lite ljusare. Nycteris intermedia har mörkbruna till svarta öron med undantag av insidan nära huvudet som är ljusare. På nosen finns bara glest fördelade hår och köttfärgad hud. Fladdermusens flygmembran har en brun till svart färg. Oberoende av artepitet intermedia (latin för medelstor) i det vetenskapliga namnet är arten en av de minsta i familjen hålnäsor. Namnet syftar däremot på fladdermusens medelstora öron (i jämförelse med kroppslängden).
Arten förekommer i västra och centrala Afrika från Sierra Leone till Ghana respektive från Kamerun till västra Tanzania och söderut till nordöstra Angola. Individerna vistas främst i fuktiga skogar i låglandet och dessutom besöker arten galleriskogar och fuktiga savanner.
Mindre flockar av Nycteris intermedia vilar i trädens håligheter. Dessutom registrerades ensam sovande exemplar i grottor och i byggnader. Arten jagar insekter genom att plocka de från växtligheten eller även från marken. Antagligen föds bara en unge per kull, liksom hos andra familjemedlemmar.